# Tsuki ga kirei desu ne
Tsuki ga Kirei desu ne (月が綺麗ですね, en español: Qué hermosa se ve la Luna) es un manga japonés de Hachi Itou, publicado en la revista Comic Yuri Hime, de la editorial Ichijinsha, entre septiembre de 2015 y enero de 2020.  El tercer volumen salió a la venta en su edición especial con panfleto y CD drama incluidos.

## Sinopsis
Esta historia se remonta en un reino muy muy lejano. Allí, la gente lleva orejas de animales y los matrimonios entre personas del mismo sexo están permitidos. En dicho mundo, esta historia relatará aquellos días de tranquilidad en torno a Chiru Kasuga y su compañera, Senri Shinonome, quienes decidieron contraer nupcias el mismo día de su graduación en un liceo femenil.     

## Personajes
Las voces son del CD Drama de la edición especial del volumen 3.
Chiru Kasuga  (春日ちる/Kasuga Chiru)
Con la voz de Kaede Hondo
Es la protagonista. Tiene 16 años de edad. Es la doncella más preciada del grupo Kasuga, y es muy inocente al no tener ninguna noción sobre cómo es el mundo. Se va a desposar con Senri el mismo día de su graduación en el liceo femenil.  
Senri Shinonome (東雲千里/Shinonome Senri)
Con la voz de Mikako Komatsu
Es la coprotagonista. Tiene 18 años de edad. Es la administradora de la botica "Sen'nendō", es de personalidad serena. Al igual que Chiru, era la prometida elegida por sus padres para una boda. Ella perdió a sus progenitores tres años atrás en un incendio.  
Kayo Tsukigase (月ヶ瀬カヨ/Tsukigase Kayo)
Con la voz de Yūki Takada
Es la asistente de Chiru. Cuida mucho de Chiru y la acompaña a la botica "Sen'nendō". 
Haku Amemiya (雨宮ハク/Amemiya Haku)
Con la voz de Mamiko Noto
Es la amiga de infancia de Senri y una adivina. Conoce el pasado de Senri y es médico familiar de su padre. 
Suzu Natsume (夏目鈴/Natsume Suzu)
Es una amiga estudiante de Kayo y porta anteojos.  
Hiyori (ひより)
Es docente y maestra de aulas. 
Tabi
Es un perrito abandonado que Suzu encontró, llevó a la botica Sen'nendō y ahora es parte de la familia con Chiru y Senri. Jamás confía en los seres humanos. Pero, está muy apegado a Senri.    

## Información bibliográfica
- Hachi Itou (Tsuki ga kirei desu ne) Ichijinsha (Comic Yuri Hime), 6 tomos.

| Tomo     | Fecha de lanzamiento | Contenido                                      | ISBN                   |
| -------- | -------------------- | ---------------------------------------------- | ---------------------- |
| 1        | 18/04/2016           | Cap. 1-4 + comisión                            | ISBN 978-4-7580-7535-0 |
| 2        | 18/01/2017           | Cap. 5-8 + comisión                            | ISBN 978-4-7580-7635-7 |
| 3        | 15/09/2017           | Cap. 9-16 + comisión (con panfleto y CD Drama) | ISBN 978-4-7580-7728-6 |
| Ed. esp. | Edición especial     | Cap. 9-16 + comisión (con panfleto y CD Drama) | ISBN 978-4-7580-7729-3 |
| 4        | 18/06/2018           | Cap. 17-24 + comisión                          | ISBN 978-4-7580-7822-1 |
| 5        | 18/02/2019           | Cap. 25-32 + comisión                          | ISBN 978-4-7580-7910-5 |
| 6        | 18/12/2019           | Cap. 33-40 (desenlace)                         | ISBN 978-4-7580-7999-0 |

## Artículo relacionado
- Goshujin-sama to kemonomimi no shoujo Mel - Es un manga creado por Hachi Itou. El tomo 1 fue presentado con el tomo 2 de "Tsuki ga kirei desu ne" a los compradores. Apareció en un collab llamado "Goshujin-sama wa kirei desu ne" [10]